# Старковский, Игорь Алексеевич
Игорь Алексеевич Старковский (род. 18 мая 1965) — советский и российский хоккеист, нападающий.

## Биография
Воспитанник череповецкого хоккея, тренер В. Дубровин. В первенстве СССР дебютировал в сезоне 1980/81 в составе команды второй лиги «Металлург» Череповец. Отыграв за клуб два сезона в первой лиге, в сезоне 1983/84 дебютировал в высшей лиге за ленинградский СКА. По ходу сезона 1985/86 вернулся в Череповец. В середине января 1988 года провёл два матча за воскресенский «Химик». Перед сезоном 1991/92 перешёл в магнитогорский «Металлург». В начале сезона 1993/94 — в матчах 7 сентября против «Металлурга» Череповец (6:2, д) и 29 октября против «Строителя» Караганда (5:3, г) — забил по четыре шайбы. В 1995 году провёл два матча на Кубке Тампере в составе ЦСКА. После того, как в сезоне 1994/95 в качестве капитана выиграл бронзовые медали чемпионата России, вернулся в череповецкую команду. Сезон 1998/99 отыграл в петербургском СКА, следующий — в венгерском «Ференцвароше». Играл в высшей лиге за «Спартак» СПб (2000/01 — 2002/03) и «Рыбинск» (2003/04), после чего завершил профессиональную карьеру и стал жить в Санкт-Петербурге.
Выпускник второго набора Высшей школы тренеров имени Николая Пучкова.
Тренер юношеских команд «Серебряных львов» (2006/07 — 2009/10). Директор школы-интерната № 357 «Олимпийские надежды». Заместитель директора спортивной школы имени Николая Дроздецкого Колпинского района. Член тренерского совета Федерации хоккея Санкт-Петербурга со 2 декабря 2021 года.